# 津巴布韋王國
津巴布韋王國（英語：Kingdom of Zimbabwe；約1220年—1450年），非洲历史上的國家，於馬蓬古布韋王國沒落後成立，地理上位於現在的津巴布韋，定都於馬斯溫戈。國內有超過150個部族，管轄範圍超過馬蓬古布韋、穆塔帕及布圖阿地區。

## 命名
「津巴布韋」（Zimbabwe）直譯為「石頭建成的大屋」，當中Zimba-為大屋的意思，-bwe意思為石頭。廣泛的考古證據還表明，該國各地的許多石牆建築都具有精神意義，除了作為皇室或貴族的住處之外，還作為禮拜的場所。

## 經濟及文化
津巴布韋王國控制着由非洲內陸至東南部海岸的象牙及黃金貿易路線。亞洲和阿拉伯的文物在該國各處到可以發掘出來。貴族們都靠圈養牛隻至富。

## 穆塔帕的崛起
至少於15世紀起，穆塔帕地區（the Mutapa state）所控制的範圍增至贊比西河、馬佐埃河、魯恩亞河和渾雅尼河的流域，以及穆爾維山脈。在大約1430年間，尼亞辛巴·穆托塔王子從大津巴布韋出發，北行至丹德地區，尋找食鹽。他的軍隊擊敗了湯加和塔瓦拉，並在奇塔科昌戈尼亞山丘（Chitakochangonya Hill）立地為王，建立了穆塔帕王國。在一代人的時間裡，穆塔帕王國超越了大津巴布，成為津巴布韋的經濟和政治強國。至1450年，首都馬斯溫戈被棄城，津巴布韋王國正式瓦解。

## 後續
津巴布韋王國亡國之後，南北地區分別為穆塔帕王國和布圖阿王國所佔據，兩者及後於18世紀一併被納入洛茲維帝國。